# ریچل گرین
ریچل کارن گرین (به انگلیسی: Rachel Karen Green) شخصیتی تخیلی در مجموعه تلویزیونی سیتکام دوستان است که توسط جنیفر انیستون بازی شده است. آنیستون به خاطر بازی این شخصیت برنده جایزه امی، جایزه انجمن بازیگران فیلم و جایزه گلدن گلوب شد. در ژوئن ۲۰۱۰ مجله اینترتیمنت ویکلی، این شخصیت را جزو ۱۰۰ شخصیت برتر ۲۰ سال گذشته اعلام نمود. ای‌اوال نیز ریچل را به عنوان بیست و سومین شخصیت ماندگار زن در تلویزیون اعلام کرد.

## ازدواج
ریچل ابتدا در فصل دوم سریال، تا فصل سوم با راس در ارتباط عاشقانه بودند که در فصل سه در قسمت "The One Where Ross and Rachel Take A Break" از هم جدا می‌شوند. آنها در ابتدای فصل ششم، در وگاس مست شده و در هتل ازدواج می‌کنند که کمتر از چند ماه از هم جدا می‌شوند. در دو قسمت آخر فصل آخر ، آنها دوباره به یکدیگر علاقه‌مند شده و ریچل از هواپیمایی که به فرانسه برای کارش می‌رفت پیاده شد و به پیش راس برگشت.